# Grootste gemeenten van Cuba
Lijst van de steden op Cuba met meer dan honderdduizend inwoners. Voor de aantallen zijn niet de binnensteden, maar de volledige gemeenten in aanmerking genomen.
|     | CoDPA  | Naam             | Inw.      | Km²     | Provincie        |
| --- | ------ | ---------------- | --------- | ------- | ---------------- |
| 1.  | 23 - - | Havana           | 2 131 480 | 728,26  | - -              |
| 2.  | 3406   | Santiago de Cuba | 433 581   | 1031,74 | Santiago de Cuba |
| 3.  | 3008   | Camagüey         | 308 902   | 1098,58 | Camagüey         |
| 4.  | 3206   | Holguín          | 297 433   | 689,81  | Holguín          |
| 5.  | 2609   | Santa Clara      | 216 854   | 668,82  | Villa Clara      |
| 6.  | 3304   | Bayamo           | 159 966   | 927,90  | Granma           |
| 7.  | 3509   | Guantánamo       | 216 003   | 257,39  | Guantánamo       |
| 8.  | 3105   | Las Tunas        | 173 552   | 908,92  | Las Tunas        |
| 9.  | 2108   | Pinar del Río    | 145 193   | 730,94  | Pinar del Río    |
| 10. | 2707   | Cienfuegos       | 151 838   | 355,63  | Cienfuegos       |
| 11. | 2501   | Matanzas         | 143 363   | 370,86  | Matanzas         |
| 12. | 2908   | Ciego de Ávila   | 120 446   | 450,04  | Ciego de Ávila   |
| 13. | 2502   | Cárdenas         | 149 381   | 555,66  | Matanzas         |
| 14. | 2807   | Sancti Spíritus  | 108 483   | 1142,20 | Sancti Spíritus  |
| 15. | 3306   | Manzanillo       | 128 667   | 498,95  | Granma           |
| 16. | 3407   | Palma Soriano    | 124 585   | 928,24  | Santiago de Cuba |
| 17. | 3401   | Contramaestre    | 105 972   | 682,29  | Santiago de Cuba |